# 中林卡乡
中林卡乡，是中华人民共和国西藏自治区昌都市左贡县下辖的一个乡镇级行政单位。

## 行政区划
中林卡乡下辖以下地区：
瓦堆村、瓦美村、洛巴村、俄巴村、普拉村、左西村、嘎宗村、十字卡村、若巴村、种青村、琼卡村、拉巴村和拉琼村。